# 凯撒彗星

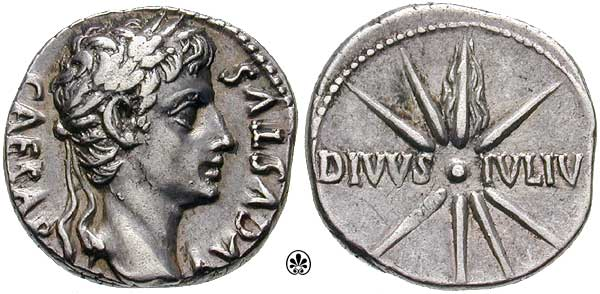
屋大维铸造的银币 (ca. 19-18 BC)。 正面: 屋大维头像和CAESAR AVGVSTVS（屋大维拉丁名字）；背面：DIVVS IVLIV[S]（神儒略，追凯撒为神后的尊称），图案为放射出八条光芒的彗星（星星），彗尾向上。

凯撒彗星（科学命名C/-43 K1），又被称前44年大彗星，可能是古代最有名的彗星。这颗彗星出现时正值罗马共和国終身獨裁官尤利乌斯·凯撒（公元前100-前44）遇刺身亡不久。凯撒死后被按照法令列入众神行列，而此时罗马人连续七天看到这颗大彗星，因此被当做凯撒神化的象征。
凯撒彗星是目前已知五颗绝对星等为负数的彗星之一，并有可能是在有历史记载后人类所看到最明亮的白昼彗星。它是一颗非周期彗星，现在可能已经瓦解。

## 历史

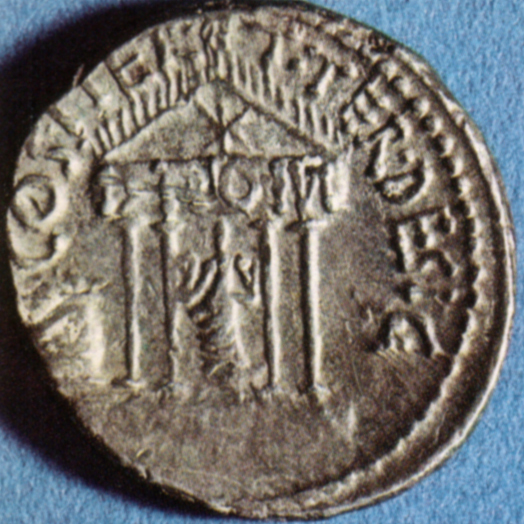
凯撒神庙银币，神庙上有一顆星

凯撒彗星在古代的书籍中被成为“Sidus Iulium”（朱利安之星）或“Caesaris astrum”（凯撒之星）。这颗明亮的白昼彗星在罗马凯撒胜利竞技庆典（Ludi Victoriae Caesaris，凯撒的甥孙和养子屋大维为庆祝他被尊为神而举行）时突然出现。英国天文学家爱德蒙·哈雷认为这是发生在公元前44年的9月份，但最近的研究认为这次竞技庆典应该是在公元前44年7月，即在凯撒被刺杀后四个月。这也是凯撒出生的月份。据罗马帝国历史学家苏埃托尼乌斯的记载，在庆典进行的过程中，“彗星连续7天于第11时（日落前的一个小时）在天空出现，人们认为这是凯撒升天的灵魂。”
这颗大彗星的出现成为屋大维执政仕途的一个强有力的政治宣传。屋大维在公元前42年开始建造凯撒神庙，并在公元前29年举行奉献仪式。这个神庙以膜拜彗星为目的，因此也被称为彗星神庙。根据古罗马诗人奥维德的记载：在神庙的后面是一个巨大的凯撒站立像，在他的额头贴着一颗燃烧的彗星。
中国史书《汉书·天文志》在公元前44年也有彗星的记录：“元帝初元……五年四月，彗星出西北，赤黄色，长八尺所，后数日长丈余，东北指，在参分。”汉元帝初元五年即是公元前44年，当年的农历四月大致为公历五月。

## 现代研究
1997年，伊利诺大学芝加哥分校的两位学者John T. Ramsey（古典文学家）和A. Lewis Licht（物理学家）出版了一本著作，对比了中国汉朝和古罗马的天文学/占星学记载。他们根据历史亲眼见证者留下的描述、中国的天文文献、后来的占星记录以及在格陵兰冰川取得的冰芯进行分析，计算出这颗假定彗星的轨道参数范围。他们设定一个0.224个天文单位的轨道，使得彗星在公元前44年5月底在汉朝都城长安可以看到彗尾而在7月底在罗马可以看到一个更像是星状的天体。这个预测模型中，它在汉朝公元前44年5月18日出现，7月23日至25日在罗马共和国被观测到，绝对星等为−4.0。
一些学者如洛杉磯加利福尼亞大學的Robert Gurval和哈佛-史密松天体物理中心的Brian G. Marsden认为这颗彗星是否存在是一个有争议的问题。Marsden在Ramsey和Licht的著作的前言写下这样的话：“考虑到这是在事件发生后接近四十年才被单一记录者所记载，如果我不质疑这颗彗星是否存在的可能性，那肯定是我的失职。”

## 文学作品
奥维德在《变形记》记录了凯撒神化的过程：
朱庇特，她（维纳斯）的父亲说：“……他将和涅斯托尔同寿，升遐之后，回到天上归位，列为星宿。目前，你可以从被刺的尸身中迎取他的灵魂，把他化位星宿，使他永为天神，高高在天护卫着卡皮托里乌姆和佛鲁姆。”朱庇特话未说完，慈爱的维纳斯早已到了元老院，谁也看不见她。她从她的凯撒尸身上捉住了冉冉上升的幽魂，她怕它化为清气，立刻把它带到天上万星丛中。她一路捧着，但觉这灵魂发光发热，就把它从胸口撇开。灵魂一升，升得比明月还高，后面拖着一条光彩夺目的带子。
威廉·莎士比亚1599年的戏剧《凯撒大帝》中，凯撒的妻子在凯撒被刺身亡的当天早晨对凯撒说：“乞丐死了的时候，天上不会有彗星出现；君王们的凋殒才会上感天象。 ”